# Дель Прадо Чавес, Хорхе
Хорхе дель Прадо Чавес (исп. Jorge del Prado Chávez; 15 августа 1910, Януара, департамент Арекипа) — 13 августа 1999, Лима) — перуанский политик, деятель рабочего движения Перу, журналист, редактор. Генеральный секретарь Перуанской коммунистической партии (1960—1991).

## Биография
Сын Элеодоро дель Прадо и Кармен Чавес. Работал шахтёром, художником. Изучал журналистику в колледже в Арекипе, Колледже Богоматери Гваделупской в Лиме и Университете Сан-Маркос.
Вдохновленный Хосе Карлосом Мариатеги, основал в 1928 году революционную группу в Арекипе, состоящую из марксистских интеллектуалов и профсоюзных деятелей. В 1929 году вступил в Перуанскую коммунистическую партию (ПКП). В середине того же года он был арестован там в ходе полицейского рейда и провел месяц в камерах казармы Эль Сексто. Это было первое из его пребываний в тюрьме. По настоянию Мариатеги перебрался в центральную Сьерру, чтобы работать шахтером в Морокоче, где организовал Первый рабочий конгресс горняков и металлургов, что принесло ему второй арест.
Был первым секретарём союза Перуанской коммунистической молодёжи. С 1931 года — член ЦК ПКП, в 1931—1934 годах — оргсекретарь комитета ПКП в Лиме. В 1932 году он был заключён диктатурой Луиса Мигеля Санчеса Серро в Мадре-де-Дьос, откуда сбежал через Боливию, но за время четырехмесячного путешествия по джунглям заразился лейшманиозом. По возвращении в Перу он был немедленно схвачен и сослан в Чили. В 1935—1938 годах был ответственным в ЦК за работу комитета компартии в Куско, пока его снова не арестовали и не приговорили к 5 годам. В 1938—1941 — в заключении. С 1941 года работал в департаментских комитетах ПКП Лимы и Арекипы.
С 1942 — член Политкомиссии и Секретариата ЦК ПКП. В 1946—1948 годах — генеральный секретарь ЦК ПКП. В 1949 году — ответственный секретарь комитета ПКП в Арекипе. Участвовал в уличных боях во время восстания в Арекипе в 1950 году и в результате снова был выслан. В 1951—1956 пребывал в вынужденной эмиграции в Аргентине, Боливии и Бразилии. В 1956—1958 годах — секретарь ЦК ПКП. В 1958—1962 годах работал главным редактором Центрального печатного органа ПКП — газеты «Унидад» (исп. Unidad). В связи с арестом в 1960 году генерального секретаря ЦК ПКП Прадо ряд лет был ответственным секретарём ЦК ПКП.
С ноября 1966 года — генеральный секретарь ЦК ПКП. Неоднократно подвергался арестам. После победы Кубинской революции и китайско-советского раскола дель Прадо Чавес остался твердо привержен советской линии. Он отвергал возможность вооруженной революции в Перу в существующих условиях.
В 1977 году он сыграл важную роль в народной борьбе, которая ускорила конец военной диктатуры Франсиско Моралеса Бермудеса, включая национальную забастовку 19 июля и голодовку в Национальном университете Сан-Маркос в Лиме. Затем Дель Прадо Чавес баллотировался в качестве кандидата на нескольких выборах. Он был избран членом Учредительного собрания 1978 года под председательством Виктора Рауля Айя де ла Торре. Избирался сенатором на выборах 1980, 1985 и 1990 годов, в основном в качестве члена коалиции «Объединённые левые». Он был лишен своего места в результате «самопереворота» Альберто Фухимори в 1992 году. Ушёл в отставку с поста генерального секретаря ПКП, и его сменил Луис Вильянуэва Карбахаль. Дель Прадо посвятил себя осуждению режима в газете La República и в то же время он вернулся к живописи — хобби, которое так любил в юности.
Автор трудов по рабочему и профсоюзному движению, в том числе учебника по профсоюзной работе и трёх книг о Мариатеги.

## Избранные публикации
- Cursillo-manual de sindicalismo, Lima, 1961;
- El Partido Coinunista у la revolución Peruana, Lima, 1973.